# Antoine de Jussieu
Antoine de Jussieu (* 6. Juli 1686 in Lyon; † 12. April 1758) war ein französischer Arzt und Botaniker. Sein offizielles botanisches Autorenkürzel lautet „Ant.Juss.“.

## Leben und Wirken
Antoine de Jussieu war ein Sohn des Lyoner Apothekers Laurent de Jussieu (1651–1718) und dessen Frau Lucie Cousin († 1753). Zwei seiner jüngeren Brüder waren die Botaniker Bernard und Joseph de Jussieu. Antoine de Jussieu erhielt seine erste Ausbildung an der Jesuitenschule in Lyon. Anschließend studierte er Medizin und Botanik bei Pierre Magnol an der Universität Montpellier. Seine Promotion zum Doktor der Medizin erfolgte am 15. Dezember 1707. Antoine de Jussieu praktizierte kurze Zeit als Arzt in Trévoux, bevor er 1708 nach Paris zog, um bei Joseph Pitton de Tournefort am Jardin du Roi seine Studien fortzusetzen. 1710 wurde Antoine de Jussieu als Nachfolger von Antoine-Tristan Danty d’Isnard auf den Lehrstuhl für Botanik am Jardin du Roi berufen. In den ersten Jahren seiner Professur bereiste er Frankreich, Spanien und Portugal, unter anderem mit seinem Bruder Bernard. Neben seiner Lehrtätigkeit praktizierte er erfolgreich als Arzt.
1715 verfasste Antoine de Jussieu die erste wissenschaftliche Beschreibung der Kaffeepflanze, die er aus Samen gezogen hatte, die er vom Hortus Botanicus Amsterdam erhalten hatte. Später war er bemüht den Anbau von Kaffee in verschiedenen französischen Kolonien, insbesondere auf der Insel Réunion, voranzutreiben. 1718 interpretierte Antoine de Jussieu als einer der ersten Naturforscher die in den Kohleminen bei Lyon gefundenen Abdrücke als fossile Überreste von Farnen. Er erkannte, dass die Ammoniten zu den Tieren gehören und schrieb über die Nutzung von Feuerstein durch urgeschichtliche Stämme. 1728 betonte Antoine de Jussieu die Notwendigkeit einer eigenen Pflanzenklasse für die Pilze (Plantae fungosae). Er entdeckte, dass es sich bei den nichtgrünen Bestandteilen der Flechten um Pilze handelt und schlug vor Flechten gemeinsam mit den Pilzen zu klassifizieren.
Antoine de Jussieu war auch als Herausgeber tätig. 1714 gab er posthum Jacques Barreliers Schrift Plantae per Galliam, Hispaniam, et Italiam observatae heraus. 1719 veröffentlichte er die dritte Auflage von Tourneforts Institutions Rei Herbariae für die er einen Anhang verfasste.

## Ehrungen
Am 1. August 1712 wählte ihn die Académie des sciences zu ihrem Mitglied. Auf Vorschlag von Hans Sloane wurde er am 11. Dezember 1718 in die Royal Society gewählt. Außerdem war er auswärtiges Mitglied der Preußischen Akademie der Wissenschaften.
William Houstoun benannte ihm und seinen Brüdern Joseph de Jussieu und Bernard de Jussieu zu Ehren eine Pflanzengattung Jussieva. Carl von Linné stellte diese jedoch zu Jatropha und benannte nach ihnen die Gattung  Jussiaea der Pflanzenfamilie der Nachtkerzengewächse (Onagraceae).

## Schriften (Auswahl)
- Description du Coryspermum Hyssopifolium, Plante d'un nouveau genre. In: Histoire de l'Académie royale des sciences. Année 1712. Paris 1731, S. 185–187 (online).
- Histoire du Café. In: Histoire de l'Académie royale des sciences. Année 1713. Paris 1739, S. 291–299  (online).
- Histoire du Kali d'Alicante. In: Histoire de l'Académie royale des sciences. Année 1717. Paris 1729, S. 73–78 (online).
- Discours sur le progrès de la botanique au jardin royal de Paris, suivi d’une introduction à la connaissance des plantes. Paris 1718.
- Examen des causes des Impressions des Plantes marquées sur certaines Pierres des environs de Saint-Chaumont dans le Lyonnais. In: Histoire de l'Académie royale des sciences. Année 1718. Paris 1749, S. 287–297 (online).
- Reflexions sur plusieurs observations concernant la nature du Gyps. In: Histoire de l'Académie royale des sciences. Année 1719. Paris 1721, S. 82–93 (online).
- Appendix. In: Joseph Pitton de Tournefort: Institutiones rei herbariae. 3. Auflage, Paris 1719 (online).
- The Analogy between Plants and Animals, drawn from the Difference of their Sexes. In: Richard Bradley: A Philosophiocal Account of the Works of Nature. London 1721, S. 25–32 (online).
- Recherches Physiques sur les Petrifications qui se trouvent en France de diverses parties de Plantes et d'Animaux étrangers. In: Histoire de l'Académie royale des sciences. Année 1721. Paris 1723, S. 69–75 (online).
- Supplement Au Memoire intitulé Recherches Physiques sur les Petrifications qui se trouvent en France de diverses parties de Plantes et d'Animaux étrangers. In: Histoire de l'Académie royale des sciences. Année 1721. Paris 1723, S. 322–324 (online).
- De l'origine et de la formation d'une forte de pierre figurée que l'on nomme Corne d'Ammon. In: Histoire de l'Académie royale des sciences. Année 1722. Paris 1724, S. 235–243 (online).
- De l'origine & des usages de la pierre de foudre In: Histoire de l'Académie royale des sciences. Année 1723. Paris 1753, S. 6–9 (online).
- Observations sur quelques Ossements d'une Téte d'Hippopotame. In: Histoire de l'Académie royale des sciences. Année 1724. Paris 1726, S. 209–215 (online).
- De la nécessité des observations à faire sur la nature des champignons; & la description de celui qui peut être nommé Champignon-Lichen. In: Histoire de l'Académie royale des sciences. Année 1728. Paris 1753, S. 268–272 (online).
- De la nécessité d'établir dans la méthode nouvelle des plantes, une classe particuliere pour les FUNGUS, à laquelle doivent se rapporter non seulement les champignons, les agaries, mais encore les Lichen: à l'occasion de quoi on donne la description d'une espece nouvelle de Champignons qui a une vraie odeur d'ail. In: Histoire de l'Académie royale des sciences. Année 1728. Paris 1753, S. 377–383 (online).

Posthum
- Traité des vertus des plantes.
  - 1. Auflage, Paris 1771 (online).
  - 2. Auflage, Paris 1772 (online) – herausgegeben von Pierre Louis Gandoger de Foigny.

## Nachweise